# 성시백 (1905년)
성시백(成始伯, 1905년 4월 5일 ~ 1950년 6월 27일)은 조선민주주의인민공화국의 정치인, 대남 공작원이다

## 생애

### 생애초기
1905년 4월 5일 황해도 평산 출신으로, 소학교를 졸업한 후 서울에 있는 중동학교 고등과를 졸업하였다. 중등학교 재학 중에는 3·1 운동에 참가하였다.

### 일제강점시기 공산주의 활동
20살인 1925년부터 다음 해인 1926년까지 고려공산청년회에서 활동하였다.
1928년, 상하이로 망명하여 1932년 중국공산당에 입당하였고, 후종난(胡宗南) 연대장의 막료로 정향명(丁向明)이라는 가명을 사용하며, 국민당 통치하의 서안지구 공산당 정보기관의 총책임자로 활동하는 등 지하활동에 종사하였다. 이 일로 중국 수상을 지낸 저우언라이와 깊은 인연을 맺었다. 상하이에서 중국혁명호제회(中國革命互濟會) 회원으로 활동하다가 체포되어 난징감옥에서 복역하였다. 1935년 중경(重慶)조선민족혁명당에 입당하였다. 중일전쟁 발발을 전후하여 옌안으로 갔다가 다시 충칭(중경)으로 이동하였다.
팔로군 중경판사처(辦事處)를 근거지로 삼아 대한민국 임시정부를 대상으로 통일전선활동에 종사하였고, 그러한 가운데 임시정부 관계자들과 폭넓은 교류관계를 유지하였다.

### 광복 후 남한 내 공작활동
1946년 2월, 부산과 서울을 거쳐 평양에 들어가 조선공산당 북조선분국 사회부(이후 통일전선부로 명칭 변경) 부부장을 지냈다. 같은 해 3월부터 김일성의 직계로 박헌영의 조선공산당에 대한 연락 업무와 남한 정세파악 및 좌우합작과 3당합동 사업의 최선두에서 활동하였다.
1946년 12월, ‘김일성의 특사’로 자임하고 서울로 와서 지하운동에 종사하며 남한 내 우익 및 중간 정당·단체들, 미군정청·경찰·첩보대·군부, 심지어 재외대표부에까지 산하조직들을 만들었다.
그는 『조선중앙일보』를 창간한 데 이어 『광명일보』를 비롯한 10여종이나 되는 신문들을 경영하여 선전공작에 이용하였다. 1947년 5월 근로인민당 결성을 지원하였고, 같은 해 겨울 김일성을 만나 공산주의자들과 민족주의자들의 합작에 대해 논의하였다.
1948년 4월 남북연석회의에서 실무역할을 담당했고, 8월 해주에서 열린 남조선인민대표자대회에 참가하였다.

### 체포와 사형
서울의 경찰 및 여러 군수사 기관에서는 1949년 즈음부터 북한의 김일성으로부터 특수지원과 자금을 받아, 남한의 주요 기관에 비밀공작원을 잠입시켜 기밀을 빼내는 등의 여러 활동이 이루어지고 있다는 정보를 입수하고 있었다. 수사 기관들은 이러한 것들을 적발해 오던 와중, '북로당 남반부정치위원회'가 바로 핵심 기관이라는 점을 파악하게 되었다. 1950년 2월경부터 남한의 정보당국은 본격적인 내사를 시작하여, 2월 10일에 남반부정치위원회의 본거지를 파악하고 최고 부책임자인 김명용(金明用)을 체포하고, 조직문건의 일부와 각종 기밀정보, 관계서류등을 확보하였다. 서울지방검찰청은 같은 달 12일 비밀연석회의를 개최하여 수사총지휘자로 오제도(吳制道) 부장을 임명, 각 수사반을 편성하고 수사를 개시하였다.
1950년 5월 15일, 오전 3시, '북로당 남반부정치위원회'의 최고책임자였던 성시백은 서울시 종로구 효제동에서 체포되었다.
그는 같은 해인 1950년 6월, 군사재판에서 간첩죄로 사형을 선고받았다. 그리고 한국전쟁이 발발하자 다음 날인 27일 처형당했다.

## 사후

### 가묘
그는 대한민국에서 사형선고를 받고 한국전쟁이 발발한 다음 날 총살 당했다. 그의 시체는 한국전쟁 이후 발견되지 못했기 때문에 가묘만 존재하며, 가묘는 조선민주주의인민공화국 평양직할시 신미리에 있는 애국열사능에 위치해 있다. 그의 묘비에는 '성시백 동지'란 이름 아래에 '남조선 혁명가'라고 쓰여져 있다.

### 조선민주주의인민공화국에서의 평가
사후 성시백은 '공화국 영웅 1호' 칭호를 부여하고 그를 혁명렬사릉에 안치(가묘)했다. 1990년대 초반에는 성시백에 대한 영화인 '붉은 단풍잎'이란 7부작 영화를 제작하여 방영하기도 했다. 1997년 5월 26일자 노동신문에서는 '민족의 령수를 받들어 용감하게 싸운 통일혁명렬사'라는 제목으로 성시백의 남한 내 공작행위를 칭송했다. 북한은 성시백을 '남조선 혁명가' 또는 '통일혁명렬사'로 칭송하고 있다.

### 가족 관계
성시백의 가족은 월북했다. 막내아들 성자립은 2004년 북한에서 김일성대학 총장이 됐다. 이들의 일가가 2005년 8월, 금강산호텔의 이산가족 상봉행사에서 모습을 드러낸 적이 있다.